# Libnotes plomleyi
Libnotes plomleyi là một loài ruồi trong họ Limoniidae. Chúng phân bố ở miền Australasia.